# William Thomas Turner
William Thomas Turner, britanski pomorščak, * 23. oktober 1856, Liverpool, Združeno Kraljestvo, † 23. junij 1933, Great Crosby, Lancashire, Združeno Kraljestvo.                                                                                                                                                                                                                                                                     
Poveljeval je na številnih ladjah družbe Cunard Line, najbolj znan pa je po poveljstvu na RMS Lusitaniji spomladi 1915, ko je bila ladja torpedirana in potopljena v Keltskem morju. 

## Življenje in kariera

### Zgodnje življenje in kareira
Turner se je rodil v Liverpoolu v Angliji, očetu Charlotte (Johnson) Turner in Charles Turner, bil pa je tudi prvi mornar, ki je odplaval na krov ladje Grasmare med 8. in 13. letom. Turner je služil pod očetovim poveljstvom kraljeve mornarice. Medtem ko je najbolj znan zdaj po svoji vlogi v potopu Lusitanie, je bil Turner odličen navigator, ki je v 12 dneh leta 1910 opravil več plovb z opazno hitrostjo, vključno z tisto med Liverpoolom in New Yorkom, in je bil zaradi svoje spretnosti priljubljen med potniki. Turner je rekel, da je potnike označil za "tovor krvavih opic, ki nenehno klepetajo". 

### Dela in herojstva
Medtem ko je poveljeval na ladji Cherbourg, je Turner pridobil priznanje za osebno reševanje moškega in mladega fanta, ki sta padla v morje, potem ko sta trčili ladji Cherbourg in Alice Davies. Znova je dobil slavo in medaljo, ko je rešil 14-letnega dečka, ki je padel v vodo z ladje med privezom na pomolu in prejel je srebrno medaljo Liverpool Shipwreck ter Humane Society. Dobil je osvetljen naslov Liverpool browreck and Humane Society za reševanje posadke Vagne leta 1897. Turner je prejel ladijsko medaljo za izjemno službo leta 1902, ko je kot glavni častnik ladje Umbria med borsko vojno odpeljal vojake v Južno Afriko. Turner je ob reševanju posadke West Point leta 1910 prejel še en razsvetljen naslov Liverpoolovega brodolomskega in humanega društva. 

### Cunard Line
Turner se je leta 1878 pridružil britanski družbi Cunard Line kot četrti častnik, vendar je leta 1883 zapustil Cunard Line, da bi pridobil dodatne izkušnje, potrebne za napredovanje. Turner je leta 1886 pridobil dovoljenje za kapitana, nato pa se je znova pridružil Cunard Line leta 1889. Leta 1903 je Turner dobil svoje prvo poveljstvo na ladji Aleppo. Medtem ko je Cunard sprva imel pomisleke glede Turnerjevega grobega obnašanja in izogibanja potnikom, so na svoje presenečenje ugotovili, da so potniki dejansko uživali v Turnerjevem izmučevalnem dejanju in da je zanj veliko povpraševanje. 
Maja 1915 je Turner poveljeval na RMS Lusitaniji, ko je ladjo ob južni irski obali torpedirala in potopila nemška podmornica U-20. Med preiskavo Admiralitete pa je Winston Churchill močno obtožil Turnerja, da je bil on odgovoren za potop. Na koncu je bilo ugotovljeno, da so potop Lusitanie odgovorni Nemci in ne Turner. Čeprav je bil Turner oproščen, so ga obtožnice preganjale do konca njegovih dni, in je zato živel osamljeno. 

### SS Ivernia
Jeseni 1916, več kot leto po potopu Lusitanie, je Turner poveljeval na Cunardovi ladji SS Ivernia, ki jo je britanska vlada najela za prevoz vojaških enot. Na novoletni dan, 1.januarja 1917 je ladjo v Sredozemskem morju ob grški obali torpedirala nemška podmornica, na kateri je bilo 2400 vojakov. Ladja je precej hitro potonila, pri tem pa je umrlo 36 članov posadke in 84 vojakov. Turner je še enkrat preživel potop ladje pod svojim poveljstvom, ki je bila torpedirana. Tokrat je New York Times poročal, da je ostal na ladijskem mostu, dokler se vsi na krovu niso odpravili v reševalne čolne in na splave, preden je odplaval stran od potapljajoče se ladje, preden je ta potonila.

## Zasebno življenje
Turner je prejel vzdevek Bowler Bill, ker je po naročilu družbe Cunard kupil povsem nov klobuk in imel ta klobuk na vseh ladjah. 
31. avgusta 1883 se je Turner poročil s sestrično Alice Elizabeth Hitching. Skupaj sta živela v Manchestru in imela dva sinova, Percyja Wilfreda (rojen leta 1885) in Normana Henryja (rojen leta 1893). Alice se je odselila leta 1903 z obema sinovoma, ko sta se z Turnerejem ločila. Ostala sta ločena do konca svojega življenja, Turner pa je živel s svojo hišno pomagačico in spremljevalko gospodično Mabel Every. Alice je leta 1915 s Turnerjevimi sinovi po preiskavi Admiralitete o potopu Lusitanie odšla v Avstralijo in se nato neznano preselila v Kanado. Ne da bi vedel, da sta se njegova sinova z Alice preselila v Kanado, ju je Turner iskal, do dneva, ko so mu odkrili raka na debelem črevesju. Novembra 1919 se je Turner upokojil in rekel Mabel: "Vse, kar hočem zdaj, je mirno življenje." Prav v tem času je bil nagrajen z O.B.E. po naročilu predsednika družbe Cunard Steam Ship Company Ltd, A. A. Booth. 
Turner je umrl 23. junija 1933, po dolgotrajnem boju z rakom na debelem črevesju, star 76 let. Njegov sin iz trgovske mornarice, sposobni mornar Percy Wilfred Turner, star 55 let, je 16. septembra 1941 umrl na ladji MV Jedmoor, ko je ladjo torpedirala in potopila nemška podmornica U-98.

## Poveljstva
- Grasmare 
- White Star 
- Queen of Nations
- Cherbourg 
- Star of the East 
- SS Catalonia
- RMS Umbria
- SS Aleppo
- RMS Carpathia
- SS Ivernia
- RMS Caronia
- RMS Mauretania
- RMS Aquitania
- RMS Transylvania
- RMS Lusitania
- SS Ultonia